# 普埃布拉州
普埃布拉州（西班牙語：Puebla，西班牙語發音：[ˈpweβla]）是墨西哥中部偏東的一個州，位於首都墨西哥市以東。東為韋拉克魯斯州，西為伊達爾戈州、墨西哥州、莫雷洛斯州和特拉斯卡拉州，南為格雷羅州和瓦哈卡州。分217市，最大城市為普埃布拉和提瓦坎。

## 歷史

### 前西班牙時期
該州的領土是墨西哥最早有人居住的領土之一。 大多數最早的定居點都位於提瓦坎山谷，公元前10,000年，最古老的定居點位於Agujereado山附近。 在這個地點發現了世界上最古老的玉米樣本，可追溯到公元前1500年。僅在提瓦坎山谷就有450多處史前遺址。石器的歷史可以追溯到公元前6500年到4900年之間，農業證據可以追溯到公元前3500年到公元前2000年，這些地區包括 Aljojuca、Totimiuacan、喬魯拉 和 Izucar。 到公元前900年，有充分的證據表明種植了玉米、豆類、南瓜、辣椒和棉花。在公元前700年城邦的興起。

### 前獨立時期
普埃布拉圍城戰 (1863年)

## 州名的由來
源於州府，意思是「居住的地方」或「來居住」。這詞是第一批西班牙殖民者到達這裡的時候首先使用的，他們說來是要「hacer la Puebla」，意為「找一個居處」。

## 主要社區
- 阿卡特蘭-德奧索里奧（英语：Acatlán de Osorio）
- 阿莫索克-德莫塔（英语：Amozoc de Mota）
- 阿特利斯科
- 喬盧拉
- 库埃察兰（英语：Cuetzalan）
- 瓦乌奇南戈（英语：Huauchinango）
- 伊苏卡尔-德马塔莫罗斯（英语：Izúcar de Matamoros）
- 普埃布拉
- 聖馬丁特斯梅盧坎
- 提瓦坎
- 特休特兰（英语：Teziutlán）
- 萨卡特兰（英语：Zacatlán）

## 參閲
- 奇普洛威尼斯方言（英语：Chipilo Venetian dialect）

## 外部連結
- （西班牙文） History and Pictures of Puebla （页面存档备份，存于）
- （英文） New York Times' Cindy Price goes after mole in Puebla
- （西班牙文） Government of the state of Puebla
- （西班牙文） Puebla Map @ MexicoChannel.net （页面存档备份，存于）
- （英文） Detailed Puebla State Map @ Maps-of-Mexico.com （页面存档备份，存于）
- （西班牙文） Puebla Judicial Districts
- （西班牙文） Hotels of Puebla